# Servicio de Salud Araucanía Sur

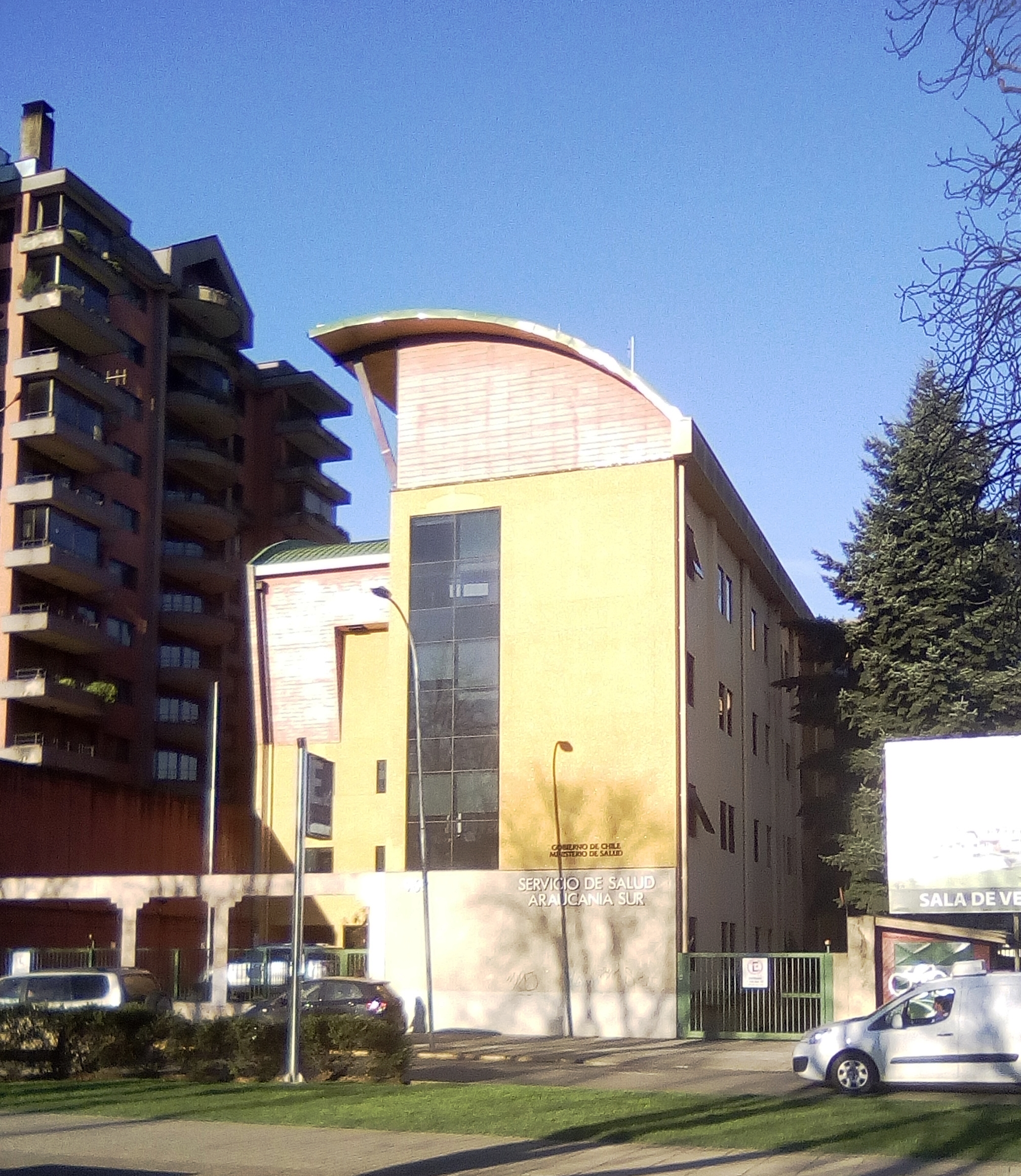
Edificio del Servicio de Salud Araucanía Sur.

El Servicio de Salud Araucanía Sur (SSASUR) es uno de los dos servicios de salud del Sistema Nacional de Servicios de Salud de Chile, junto al Servicio de Salud Araucanía Norte en la región de La Araucanía. Su área de influencia comprende las 21 comunas de la Provincia de Cautín con una población cercana a los 800 000 habitantes.
Entre los principales hospitales de la red se encuentran el Regional Dr. Hernán Henríquez Aravena y el Intercultural de Nueva Imperial. 
Su sede se encuentra en Av. Arturo Prat #969, Temuco y, el cargo de director se encuentra abierto a postulaciones. 

## Red hospitalaria
- Consultorio Miraflores, de Temuco.
- Hospital de Carahue.
- Hospital de Galvarino.
- Hospital de Gorbea.
- Hospital de Loncoche.
- Complejo Asistencial Padre las Casas
- Hospital de Pitrufquén.
- Hospital de Vilcún.
- Hospital de Villarrica.
- Hospital Dr. Abraham Godoy Peña, de Lautaro.
- Hospital Dr. Arturo Hillerns Larrañaga, de Puerto Saavedra.
- Hospital Dr. Eduardo González Galeno, de Cunco.
- Hospital Dr. Hernán Henríquez Aravena, de Temuco.
- Hospital Maquehue de Padre Las Casas.
- Hospital Familiar de Nueva Toltén.
- Hospital Intercultural de Nueva Imperial.
- Hospital San Francisco, de Pucón.

### Centros de medicina mapuche
- Hospital de Makewe, Padre Las Casas.
- Centro de Salud Intercultural Boroa Filulawen, Nueva Imperial.
- Centro de Medicina Mapuchue Ñi Lawentuwün, Nueva Imperial.
- Módulo Mapuche Huinkul Lawen, Puerto Saavedra.
- Centro de Medicina Mapuche de Galvarino.[2]